# Nicolás Barrientos
Nicolás Barrientos (n. Cali, 24 de abril de 1987) es un tenista profesional colombiano.

## Carrera
Su ranking individual más alto logrado en el ranking mundial ATP, fue el n.º 237 el 21 de septiembre de 2015. Mientras que en dobles alcanzó el puesto n.º 50 el 3 de abril de 2024.
Hasta el momento ha obtenido 11 títulos de la categoría ATP Challenger Series, todos ellos en modalidad de dobles.

### 2011
En el 2011 logró su primer título en el futuro de México F15, al vencer a Cris Letcher por 7-6 7-6.

### 2013
En el 2013 se coronó campeón en el futuro de México F2, al vencer en la final a Antoine Benneteau por 5-7, 6-3, 7-5.

### 2014
En el 2014 logró el título en individuales en el future de Colombia F2 al vencer a Arthur De Greef por 4-6,6-3,6-2.
La dupla de colombianos conformada por Juan Sebastián Cabal y Nicolás Barrientos, se quedó con el subcampeonato del Torneo de Bogotá 2014 de la categoría ATP World Tour 250, al caer ante la pareja de australianos Samuel Groth y Chris Guccione con parciales de 7-6 (7-5), 6-7 (3-7) y 11-9. Cabal y Barrientos cayeron en dos sets y un súper tiebreak ante los australianos en 1 hora y 48 minutos de partido.

## Títulos ATP (2; 0+2)

### Dobles (2)
| Leyenda                         |
| Grand Slam (0)                  |
| ATP World Tour Finals (0)       |
| ATP Masters 1000 World Tour (0) |
| ATP World Tour 500 series (1)   |
| ATP World Tour 250 series (1)   |

| N.º | Fecha                 | Torneos        | Superficie    | Pareja             | Oponentes en la final          | Resultado |
| --- | --------------------- | -------------- | ------------- | ------------------ | ------------------------------ | --------- |
| 1.  | 25 de febrero de 2024 | Río de Janeiro | Tierra batida | Rafael Matos       | Alexander Erler Lucas Miedler  | 6-4, 6-3  |
| 2.  | 1 de marzo de 2025    | Santiago       | Tierra batida | Rithvik Bollipalli | Máximo González Andrés Molteni | 6-3, 6-2  |

#### Finalista (4)
| N.º | Fecha                 | Torneos      | Superficie    | Pareja                    | Oponentes en la final           | Resultado              |
| --- | --------------------- | ------------ | ------------- | ------------------------- | ------------------------------- | ---------------------- |
| 1.  | 20 de julio de 2014   | Bogotá       | Dura          | Juan Sebastián Cabal      | Sam Groth Chris Guccione        | 6-7(5), 7-6(3), [9-11] |
| 2.  | 2 de octubre de 2022  | Seúl         | Dura          | Miguel Ángel Reyes Varela | Raven Klaasen Nathaniel Lammons | 1-6, 5-7               |
| 3.  | 19 de febrero de 2023 | Buenos Aires | Tierra batida | Ariel Behar               | Simone Bolelli Fabio Fognini    | 2-6, 4-6               |
| 4.  | 20 de octubre de 2024 | Almatý       | Dura (i)      | Skander Mansouri          | Rithvik Bollipalli Arjun Kadhe  | 6-3, 6-7(3), [12-14]   |

## Títulos Challenger; 21 (0 + 21)
| Leyenda             | Individuales | Dobles |
| ------------------- | ------------ | ------ |
| ATP Challenger Tour | 0            | 21     |

### Dobles

#### Títulos
| N.º | Fecha                    | Torneo                              | Superficie    | Compañero                 | Oponentes en la final                         | Resultado           |
| --- | ------------------------ | ----------------------------------- | ------------- | ------------------------- | --------------------------------------------- | ------------------- |
| 1.  | 31 de marzo de 2013      | Challenger de Pereira               | Tierra batida | Eduardo Struvay           | Facundo Bagnis Federico Delbonis              | 3-6, 6-3, [10-6]    |
| 2.  | 13 de octubre de 2013    | Challenger de São José do Rio Preto | Tierra batida | Carlos Salamanca          | Marcelo Demoliner João Souza                  | 6-4, 6-4            |
| 3.  | 28 de septiembre de 2014 | Challenger de Pereira               | Tierra batida | Eduardo Struvay           | Guido Pella Horacio Zeballos                  | 3-6, 6-3, [11-9]    |
| 4.  | 11 de octubre de 2015    | Challenger de Medellín              | Tierra batida | Eduardo Struvay           | Alejandro Gómez Felipe Mantilla               | 7-6(6, 6-75, [10-4] |
| 5.  | 1 de mayo de 2021        | Challenger de Salinas               | Dura          | Sergio Galdós             | Antonio Cayetano March Thiago Agustín Tirante | Walkover            |
| 6.  | 6 de junio de 2021       | Challenger de Little Rock           | Dura          | Ernesto Escobedo          | Christopher Eubanks Roberto Quiroz            | 4-6, 6-3, [10-5]    |
| 7.  | 4 de diciembre de 2021   | Challenger de São Paulo             | Tierra batida | Alejandro Gómez           | Rafael Matos Felipe Meligeni Alves            | Walkover            |
| 8.  | 11 de diciembre de 2021  | Challenger de Florianópolis         | Tierra batida | Alejandro Gómez           | Rafael Matos Martín Cuevas                    | 6-3, 6-3            |
| 9.  | 16 de abril de 2022      | Challenger de San Luis Potosí       | Tierra batida | Miguel Ángel Reyes-Varela | Felipe Meligeni Alves Luis David Martínez     | 7-6(11), 6-2        |
| 10. | 23 de abril de 2022      | Challenger de Aguascalientes        | Tierra batida | Miguel Ángel Reyes-Varela | Gonçalo Oliveira Divij Sharan                 | 7-5, 6-3            |
| 11. | 14 de mayo de 2022       | Challenger de Heilbronn             | Tierra batida | Miguel Ángel Reyes-Varela | Jelle Sells Bart Stevens                      | 7-5, 6-3            |
| 12. | 21 de mayo de 2022       | Challenger de Túnez                 | Tierra batida | Miguel Ángel Reyes-Varela | Alexander Erler Lucas Miedler                 | 6-7, 6-3, [11-9]    |
| 13. | 4 de junio de 2022       | Challenger de Forlì 6               | Tierra batida | Miguel Ángel Reyes-Varela | Sadio Doumbia Fabien Reboul                   | 7-5, 4-6, [10-4]    |
| 14. | 8 de octubre de 2022     | Challenger de Gwangju               | Dura          | Miguel Ángel Reyes-Varela | Yuki Bhambri Saketh Myneni                    | 2–6, 6–3, [10–6]    |
| 15. | 29 de abril de 2023      | Challenger de Roma                  | Tierra batida | Francisco Cabral          | Andrey Golubev Denys Molchanov                | 6–3, 6–1            |
| 16. | 13 de mayo de 2023       | Challenger de Francavilla al Mare   | Tierra batida | Ariel Behar               | Sander Arends Petros Tsitsipas                | 7–6(1), 3–6, [10–6] |
| 17. | 15 de julio de 2023      | Challenger de Iasi                  | Tierra batida | Aisam-Ul-Haq Qureshi      | Gabi Adrian Boitan Bogdan Pavel               | 6–3, 6–3            |
| 18. | 25 de noviembre de 2023  | Challenger de Brasília              | Tierra batida | André Göransson           | Marcelo Demoliner Rafael Matos                | 7–6(3), 4–6, [11–9] |
| 19. | 12 de octubre de 2024    | Challenger de Roanne                | Dura (i)      | David Pel                 | Jakub Paul Matěj Vocel                        | 4–6, 6–3, [10–6]    |
| 20. | 27 de octubre de 2024    | Challenger de Brest                 | Dura (i)      | Skander Mansouri          | Jakub Paul Matěj Vocel                        | 7–5, 4–6, [10–5]    |
| 21. | 2 de noviembre de 2024   | Challenger de Bratislava            | Dura (i)      | Julian Cash               | André Göransson Sem Verbeek                   | 6–3, 6–4            |